# 公園里 (臺南市)
公園里是臺灣臺南市北區的一個里，設立於2002年，由北門里和西華里整併而成，名稱來自臺南公園。但是在1954年北門里曾一度劃分出公園里，於1978年又合併回去:242。該里東邊以縱貫鐵路、北門路二段為界與中樓里和東區成大里相鄰，西邊以公園路為界與北華里、長興里相鄰，北邊以公園北路為界與大興里相鄰，南邊以成功路為界與中西區赤嵌里相鄰。

## 沿革
公園里一帶在清代位於臺灣府城邊緣，部分屬於城內鎮北坊，包括市仔頭、三份子、福州公廳等地點:244。
日治後期則屬於臺南市北門町（一丁目、二丁目）、三分子大字:244。
民國91年（2002年），合併北門里、西華里設立公園里。